# Időparadoxon
Az időparadoxon vagy időutazás-paradoxon egy az időutazással kapcsolatos paradoxon. Elsőként René Barjavel sci-fi-író 1943-as, Az óvatlan utazó („Le voyageur imprudent”) című könyvében jelenik meg. A második személyben kimondott paradoxon így hangzik: tegyük fel, hogy visszautaztál az időben, és megölted a biológiai nagyapádat, mielőtt találkozott volna nagyanyáddal. Ennek következtében valamelyik szülőd meg sem fogant (és így te sem), ezért végső soron vissza sem utazhattál a múltba, hogy megöld a nagyapád, és így tovább.
Egy ezzel ekvivalens paradoxon a filozófiában az ön-gyermekgyilkosság (autoinfanticide), azaz visszamenni az időben, és gyermekként megölni saját magunkat, először Paul Horwich egy esszéjében jelent meg.
Az autoinfanticide (ön-gyermekgyilkosság) sokak szerint lehetetlen (ahogy az időutazás), mivel ha megpróbálnám megölni saját magam a múltban, valami biztos megakadályozza azt.
Az időparadoxont gyakran érvként hozzák fel az időutazás lehetetlen voltának bizonyítására. Mindazonáltal, a paradoxon feloldására is születtek próbálkozások.
Stephen Hawking szerint létezik megoldás az időparadoxon problémájára. A konzisztens történetek hipotézise szerint senki nem mehet vissza a múltba, hacsak a történelem már meg nem mutatta, hogy a múltban már egyszer megérkezett, és ott-tartózkodása folyamán nem ölte meg a nagyapját, valamint semmi olyat nem tett, ami a jelenlegi szituációval ellenkezne. Tehát az írott történelmet nem lenne képes megváltoztatni. A hipotézis látványos példáját a Végső visszaszámlálás című filmből ismerhette meg a nagyközönség.
Az időparadoxon megoldására létezik egy másik út is, mégpedig az alternatív történetek hipotézise. Eme elképzelésnél az időutazók egy alternatív múltba kapcsolódnak be, mely különbözik a rögzített történelemtől. Emiatt bármit tehetnek, az saját jelenükre nem lesz hatással.
Ugyanezt másik oldalról közelítve: A visszatérés a múltba egy új idővonalat hoz létre, azaz megváltozik a történelem. Ennek következtében az időutazó nem térhet vissza a saját jelenébe, csak az adott - újonnan létrehozott - idővonalon mozoghat. Ez az elmélet támaszkodik a kvantumfizika eredményeire is (ld. a folytatásban). Mivel atomi szinten már nem determinizmus, hanem csak valószínűségek működnek (ld. Schrödinger macskája kísérlet), ezért minden egyes rögzített valószínűség új világegyetemet hoz létre. Ebből adódóan a világegyetemek száma végtelen. Időutazás esetében új világegyetem ágazik le (jön létre), és az időutazó ebben mozog a továbbiakban.
Természetesen ezek az elméletek csak elméletek - nincs bizonyítékunk az időutazásra, nem találkoztunk időutazókkal. De a sci-fi-írók számára kifogyhatatlan témát jelentenek H.G. Wells óta.

## Tudományos elméletek

### Komplementáris időutazás
Mivel a kvantummechanikát a valószínűségek uralják, egy mérés előtti állapotban lévő entitás (jelen esetben a múltbéli nagyapa) számos lehetséges állapotban lehet. Ha ezt az entitást megmérjük, a lehetséges állapotok egyetlen állapotra korlátozódnak (szingularizálódnak), amelyiknek a végső kimenetele te vagy. Ezért, mivel a nagyapád kimenetele ismert, a nagyapád megölése nem kompatibilis ezzel a kimenetellel. Tehát az időutazás kimenetelének komplementárisnak kell maradnia azzal az állapottal, amit az időutazó otthagyott.